# Rezerwat Tunguski
Rezerwat Tunguski (ros. Государственный природный заповедник «Тунгусский») – ścisły rezerwat przyrody (zapowiednik) w Kraju Krasnojarskim w Rosji. Znajduje się w rejonie ewenkijskim. Jego obszar wynosi 2965,62 km², a strefa ochronna 202,41 km². Rezerwat został utworzony dekretem rządu Federacji Rosyjskiej z dnia 9 września 1995 roku. Dyrekcja rezerwatu znajduje się w miejscowości Wanawara.

## Opis

Miejsce katastrofy tunguskiej

Rezerwat znajduje się w centralnej części Wyżyny Środkowosyberyjskiej w międzyrzeczu Podkamiennej Tunguzkiej i jej prawego dopływu – rzeki Czunia. Jest to niski płaskowyż poprzecinany głęboko wciętymi dolinami rzek z licznymi jeziorami jak np. jezioro Czeko. Znajduje się na południowej granicy wiecznej zmarzliny. W 1908 roku miało tu miejsce nie do końca zbadane wydarzenie, które nazywane jest katastrofą tunguską lub uderzeniem meteorytu tunguskiego. Zniszczeniu uległa wtedy tajga o powierzchni 2250 km². Po ponad 100 latach nie widać w rezerwacie skutków katastrofy. Jej miejsce ponownie zarosło tajgą. Jednak jednym z powodów powstania rezerwatu było, oprócz ochrony przyrody, badanie skutków tego wydarzenia na florę i faunę.
Klimat w rezerwacie jest kontynentalny. Średnia roczna temperatura powietrza wynosi +6,0 °C. Najcieplejszym miesiącem jest lipiec ze średnią temperaturą +17,3 °C. Średnia temperatura najzimniejszego miesiąca, stycznia, wynosi –29,7 °C, w niektóre dni osiąga -55–58 °C.

## Flora
Tajga zajmuje 70 procent powierzchni rezerwatu. Tajgę jasną w rejonie katastrofy tworzą sosna syberyjska, modrzew dahurski i w mniejszym stopniu modrzew syberyjski. W rezerwacie rzadko występuje tajga ciemna składająca się ze świerka syberyjskiego, jodły syberyjskiej i sosny syberyjskiej. Nad rzekami rośnie olsza czarna, modrzew syberyjski i brzoza (w bardzo małych ilościach). Pozostałą część rezerwatu zajmują podmokłe zbiorowiska krzewiaste, bagna i łąki.

## Fauna
Fauna rezerwatu jest charakterystyczna dla tajgi środkowej Syberii. Żyje tu około 40 gatunków ssaków. Są to m.in.: soból tajgowy, niedźwiedź brunatny, rosomak tundrowy, wilk szary, gronostaj europejski, łasica pospolita, wydra europejska, ryś euroazjatycki, a także: łoś euroazjatycki, renifer tundrowy, piżmowiec syberyjski.
Żyje tu ponad 170 gatunków ptaków. Są to m.in.: nur czarnoszyi, bąk zwyczajny, żuraw zwyczajny, gągoł, gęś zbożowa, łabędź krzykliwy, jastrząb zwyczajny, krogulec zwyczajny, sokół wędrowny, orzeł przedni, orlik grubodzioby, bielik.
W zbiornikach wodnych żyje 19 gatunków ryb. Są to m.in.: płoć, jelec, strzebla błotna, strzebla potokowa, karaś pospolity, tajmień, lenok.
Wśród płazów występuje tu m.in. żaba z gatunku Rana amurensis i kątoząb syberyjski, a wśród gadów jaszczurka żyworodna i żmija zygzakowata.